# Luzula brachyphylla
Luzula brachyphylla là một loài thực vật có hoa trong họ Juncaceae. Loài này được Rodolfo Amando Philippi mô tả khoa học đầu tiên năm 1865.

## Phân bố
Sinh sống trong khu vực miền nam Nam Mỹ (miền nam Chile và Argentina).